# Caluera tavaresii
Caluera tavaresii är en orkidéart som beskrevs av Marcos Antonio Campacci och J.B.F.Silva. Caluera tavaresii ingår i släktet Caluera och familjen orkidéer. Inga underarter finns listade i Catalogue of Life.